# Фатич, Иван
Иван Фатич (черног. Ivan Fatić; род. 21 августа 1988, Плевля) — черногорский футболист, защитник. Игрок национальной сборной в 2009—2011 годах.

## Карьера
Иван Фатич начал карьеру в молодёжном составе клуба «Црвена Звезда», где он выступал до 17-летнего возраста. В 2006 году он перешёл в швейцарский клуб «Кьяссо», а затем недолгое время выступал за молодёжный состав клуба «Кьево». 4 июля 2007 года Фатич перешёл в молодёжный состав «Интернационале». 19 декабря 2007 года он дебютировал в основном составе «нерадзурри», выйдя с первых минут в матче Кубка Италии с «Реджиной». 9 июня 2008 года Фатич, на правах аренды, перешёл в клуб «Виченца», за которую провёл 7 матчей. В январе 2009 года Фатич был передан в аренду клубу «Салернитана», в которой стал игроком основного состава, проведя 17 встреч.
26 июня 2009 года клуб «Кьево», сообщил, что выкупил 50 % прав на игрока у «Интера». 1 июля «Дженоа» выкупил у «Кьево» права на игрока. 30 августа 2009 года Фатич дебютировал в серии А в матче с «Аталантой», выигранный генуэзцами со счётом 1:0. 31 августа Фатич на правах аренды перешёл в «Чезену».
Летом 2011 года Фатич перешёл в «Кьево», однако сразу же был арендован клубом «Эмполи». До конца сезона 2011/12 он поучаствовал только в трёх матчах Серии В. После возвращения в «Кьево» 17 июля 2012 года черногорский футболист отправился в аренду в другой итальянский клуб — «Эллас Верона».

## Международная карьера
В молодёжной сборной Черногории Фатич дебютировал 2 мая 2007 года с Албанией, а всего провёл 6 матчей.
В составе национальной сборной Фатич впервые сыграл 6 июня 2009 года с Кипром в отборочном турнире к чемпионату мира.